# Општина Солешти (Васлуј)
Солешти (рум. Soleşti) општина је у Румунији у округу Васлуј.
Oпштина се налази на надморској висини од 194 m.